# Docteur Ventouse, bobologue
Docteur Ventouse, bobologue est une série de deux albums de bande dessinée de Claire Bretécher parus en 1985 et 1986.

## Synopsis
À travers différents épisodes souvent indépendants, le lecteur voit la vie du docteur Ventouse, spécialiste de bobologie, ses patients, sa jeune secrétaire médicale et sa femme de ménage.

## Personnages principaux
- Valdemar Ventouse : médecin spécialiste en bobologie.
- France-Constance : sa jeune secrétaire médicale.
- Candida : la femme de ménage portugaise.
- Jean-Damien : le fiancé très distingué de France-Constance.
- Blandine : une tante de Jean-Damien.
- Une visiteuse médicale.
- Divers patients.

## Publication
Le premier album est publié chez l'auteur en 1985, le second en 1986. Ils sont réunis en un seul de 90 pages chez Hyphen en 1998.

### Traductions
- (it) Dottor Ventosa : bobologo su appuntamento (trad. par Nicoletta Pardi), 1 vol., Bompani, 1985. (OCLC 801055532)
- (de) Doktor Med. Bobo (trad. Rita Lutrand et Wolfgang Mönninghoff), 2 vol., Rowohlt, 1986-7.  (ISBN 3498005014 et 3498005162)
- (da) Dr. Sagesløhs, flæbolog (trad. Niels Ufer), 1 vol., Information, 1987.  (ISBN 8775140462)
- (sv) Doktor Håhlfoths (trad. Britta Gröndahl), Hammarström & Åberg :

1. Doktor Håhlfoths praktik, 1987.  (ISBN 9176380661)
2. Doktor Håhlfoths nya recept, 1987.  (ISBN 9176380742)

- (ca) Doctor Figuera, metge de capçalera (trad. Anna Maria Palé et Sònia Niño), Beta Editorial, 1998.  (ISBN 847091376X) Intégrale.
- (es) Doctor Corral, medicina general (trad. Anna Maria Palé), Beta Editorial, 1998.  (ISBN 8470913778) Intégrale.